# Juan Sebastián Verón
Juan Sebastián Verón (født 9. marts 1975 i La Plata, Argentina) er en tidligere argentinsk professionel fodboldspiller, der spillede som midtbanespiller.
Veróns karriere startede i Estudiantes og fortsatte derefter i Argentinas Boca Juniors, senere hen spillede han for adskillige Serie A-klubber (han vandt scudettoen med Lazio og med Inter, og han vandt også en UEFA Cup-titel med Parma). Efterfølgende spillede han også for de engelske klubber Manchester United og Chelsea. I 2006 vendte Verón tilbage til Estudiantes, hvor han nu er anfører for holdet.
I 2004 blev han valgt til FIFA 100, en liste med de 125 bedste levende fodboldspillere valgt af Pelé, som en del af FIFA's hundredårsjubilæum. Verón har både argentinsk og italiensk statsborgerskab.
Hans kælenavn er La Brujita (Den Lille Heks), som hentydede til hans far Juan Ramón Verón, som var kendt som La Bruja (Heksen), som i øvrigt også var en mesterskabsvindende spiller med Estudiantes.
Han spillede normalt som playmaker, Verón blev mest berømt for sin vision og hans indsigtsfulde afleveringer. Han var også kendt for sine kraftfulde langskud.